# Gaël Malacarne
Gaël Malacarne (Saint-Brieuc, 2 april 1986) is een Frans wielrenner, die sinds augustus 2008 uitkomt voor de Franse wielerploeg Bretagne-Schuller.

## Biografie
In augustus 2008 werd Gaël Malacarne als stagiair opgenomen in de Franse continentale Bretagne-Armor Luxploeg, en won hij er twee Franse wielerwedstrijden, waaronder een etappe in de Ronde van de Haut-Anjou. Het seizoen erop (2009) werd hij bij hetzelfde team, sinds dat jaar bestaand onder de naam Bretagne-Schuller, professioneel wielrenner.
In 2010 won hij een etappe in de Ronde van Bretagne en het Circuito Montañes. 2011, het jaar waarin zijn werkgever een professionele continentale wielerploeg werd, viel voor Malacarne enigszins tegen; met een afvaardiging van Bretagne-Schuller zegevierde hij wel in de proloog (ploegentijdrit) van de Ronde van de Elzas.

## Belangrijkste overwinningen[1]
2008
- 3e etappe Ronde van de Haut-Anjou (U23)

2010
- 7e etappe Ronde van Bretagne
- 5e etappe Circuito Montañes

2011
- Proloog Ronde van de Elzas (ploegentijdrit)

## Resultaten in voornaamste wedstrijden
| Jaar | Parijs-Roubaix |
| ---- | -------------- |
| 2011 | 80e            |
| 2012 | 68e            |

Bonsergent · Dalibard · Delpech · Duret · Gautier · Le Floch · Le Lay (tot 29/07) · Lebreton · Lelarge · Pivois · Poilvet · Rault · Zieliński · Jouanno (stagiair) · Malacarne (stagiair)
Bideau · Bonsergent · Champion · Dalibard · Delpech · Duret · Hartmann · Jégou · Jouanno · Le Bon · Lebreton · Lelarge · Malacarne · Monnerais · Pivois · Rault · Halleguen (stagiair)
Bideau · Bonsergent · Delpech · Duret · Gonzalo · Guillou · Halleguen · Hardy · Jégou · Jouanno · Le Bon · Lelarge · Malacarne · Pichon · Vachon
Berthou · Bideau · Blot · Bonsergent · Calzati · Delpech · Dion · Duret · Fonseca · Guillou · Halleguen · Hardy · Le Bon · Malacarne · Pichon · Vachon · Barguil (stagiair) · Mallegol (stagiair)
Berthou · Bideau · Blot · Champion · Delpech · Dion · Duret · Fonseca · Guillou · Halleguen · Hardy · Le Bon · Lequatre · Malacarne · Pichon · Vachon
Bideau · Corbel · Delpech · Dion · Duret · Fonseca · Gérard · Guillou · Jarrier · Koretzky · Laengen · Le Montagner · Lequatre · Malacarne · Périchon · Sepúlveda · Vachon · Kudus (stagiair) · Seigneur (stagiair)